# 이탈디자인 주지아로
이탈디자인 주지아로(이탈리아어: Italdesign Giugiaro S.p.A)는 이탈리아에 있는 스포츠카 제조업체이다.
1968년에 설립된 자동차 제조회사이며, 이탈디자인(Italdesign)은 Italy와 Design의 합성어이다.

## 연혁
- 1968년: 회사 설립[4][5]

## 주요 차종

### 이탈디자인 제로우노
2017년부터 생산 중인 스포츠카이고, 경쟁 차종으로는 가야르도, 우라칸, 570S, 600LT 등이 있다.

### 이탈디자인 아즈텍
이탈디자인 주지아로의 설립 20주년을 기념하기 위해 이탈디자인 주지아로가 1988년 토리노 모터쇼에서 소개한 스포츠카이다.